# جيسي إم. كومبز
جيسي إم. كومبز هو قاضي ومحامي وسياسي أمريكي، ولد في 7 يوليو 1889 في سنتر في الولايات المتحدة، وتوفي في 21 أغسطس 1953 في بومونت في الولايات المتحدة. نشط حزبياً في الحزب الديمقراطي.

## مناصب
- انتخب رئيس [الإنجليزية]‏ (1940 – 1944).
- انتخب رئيس [الإنجليزية]‏ (1926 – 1940).
- انتخب Associate justice [الإنجليزية]‏ (1933 – 1943).
- انتخب قاضي ناحية [الإنجليزية]‏ (1923 – 1925).
- انتخب County judge [الإنجليزية]‏ (1919 – 1920).
- انتخب عضو مجلس النواب الأمريكي [الإنجليزية]‏.